# Pravítko

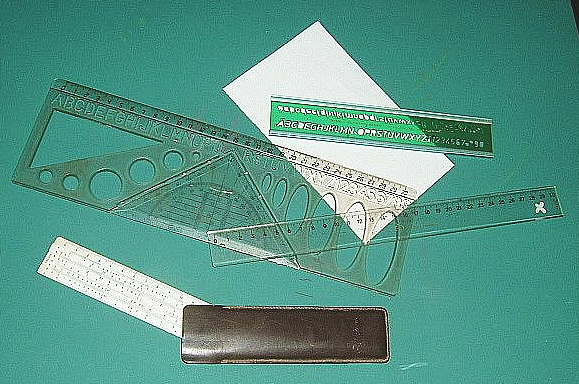
Různá pravítka

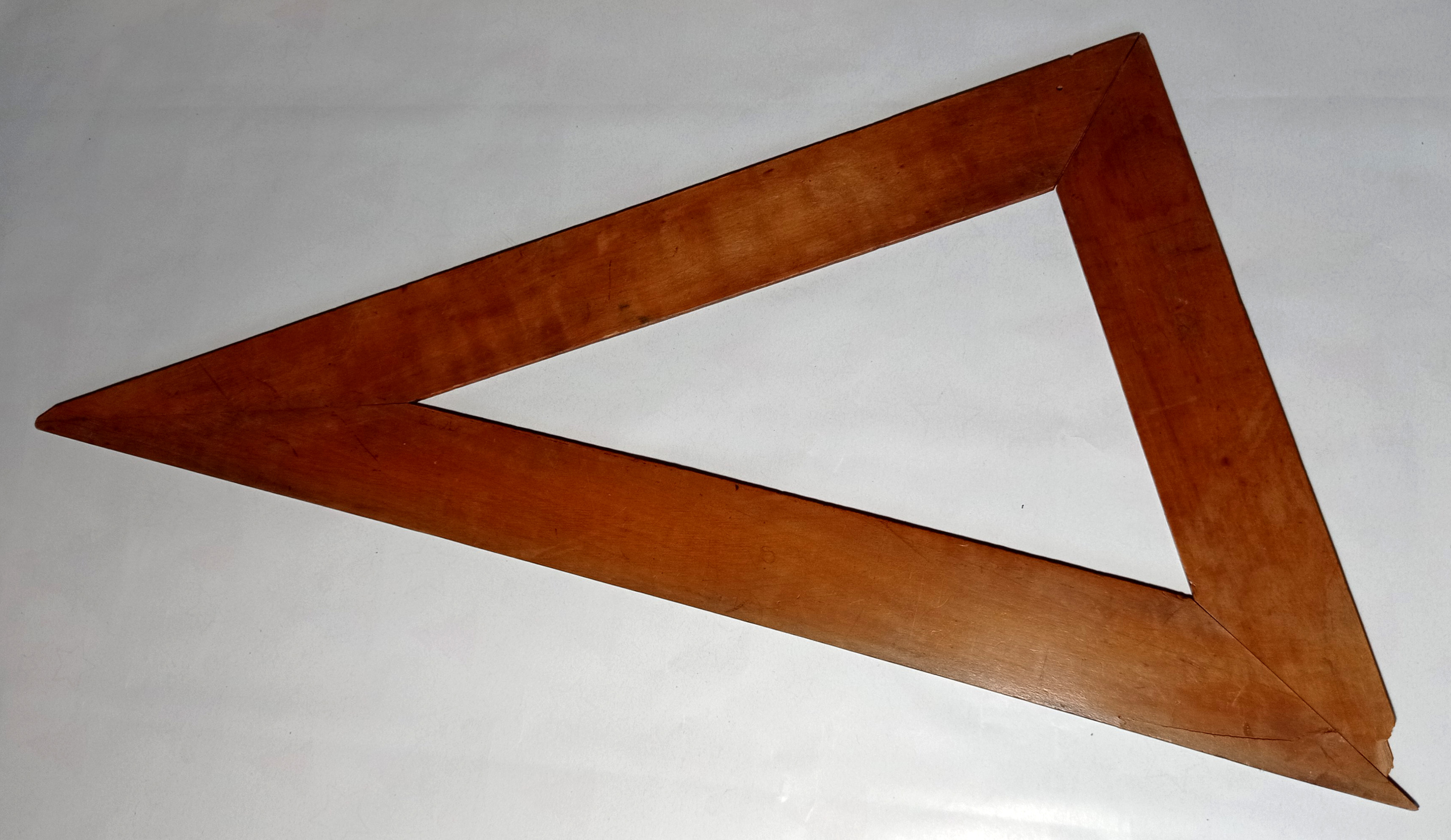
Dřevěné pravítko z poloviny 20. století

Pravítko ve svém původním významu je nástroj tvaru destičky, který se používá v geometrii, v technickém kreslení, ve strojírenství a stavebnictví k rýsování nebo určení rovné čáry (úsečky, přímky). Používá se i při běžném psaní například k podtrhávání nebo oddělování textu. Pokud je vybaveno stupnicí k měření vzdálenosti, lze jej nazvat také měřítko. Obvykle se tak nazývají pouze obdoby pravítek z papíru nebo z plastové fólie, které se k rýsování příliš nehodí a jsou určeny především k měření.
Tvar pravítek může být různý. Kromě klasického obdélníkového pásu se ve školách používají rýsovací trojúhelníky. Toto pravítko bývá vybaveno ryskou, která umožňuje rychle narýsovat kolmici k dané přímce. Jsou i mnohem sofistikovanější pravítka (většinou trojúhelníkového tvaru), která umožňují např. rýsování rovnoběžek či měření a rýsování úhlů. Okraj pravítka bývá tvarován tak, aby při rýsování tuší, inkoustem nebo podobnou tekutinou nedocházelo k rozmazání. Speciálním druhem pravítka je též příložník, který umožňuje rýsovat kolmice ke hraně kreslicího prkna.
Nejběžnějším materiálem na výrobu pravítek pro rýsování je v dnešní době plast. Je houževnatý, rozměrově stálý a lehký a dnes používané plasty již nejsou tak křehké jako před lety. Dříve bývala pravítka převážně dřevěná, ta se dnes nejčastěji užívají ve stavebnictví nebo pro rýsování na školní tabuli. Kovová pravítka se používají ve strojírenství.
Pravítko lze použít jako pomůcku i k řadě dalších činností, která s rýsováním nesouvisí, například jako krátkodobé záložky či jako pomůcky při trhání papíru na části.
Existují různé další šablony, pomůcky obdobné pravítku, které jsou určené pro rýsování kružnic a různých jiných křivek. Některá křivítka jsou i ručně tvarovatelná.
Dvojici nebo speciální druhy pravítek lze použít i pro provádění výpočtů. Dvě pravítka s obvyklou lineární stupnicí lze použít jako nástroj pro sčítání a odčítání. Logaritmické pravítko je pravítko s logaritmickou stupnicí a lze ho použít k provádění početních operací jako je násobení, dělení, umocňování, odmocňování nebo výpočtu převrácené hodnoty čísla